# Svēte (rivière)
Pour les articles homonymes, voir Misa.
La Svēte (en lituanien : Švėtė), est une rivière dans le nord de la Lituanie (Apskritis de Šiauliai) et le sud de la Lettonie, affluent gauche de la Lielupe. Sa longueur est de 123 km, dont 75 km sur le territoire de la Lettonie et 48 km sur le territoire de la Lituanie.
La rivière prend sa source près de Linkuva puis, près de Zagare sur 2 km suit la frontière entre la Lituanie et la Lettonie. En Lettonie, le territoire de son bassin se trouve principalement sur la pleine de Zemgale et partiellement sur le plateau Austrumkursas. Elle coule dans une  vallée d'environ 10 m de profondeur, puis à partir d'Augstkalne où elle forme un étang artificiel Augstkalnes dzirnavezers (17,2 ha), son lit devient plus large et moins profond. Au niveau de la ville de Jelgava, sur sa rive droite se situe une carrière d’extraction d’argile.

## Affluents

### Rive gauche
- Tērvete 68 m
- Auce 86 m
- Bērze 109 m
- Šakyna

### Rive droite
- Vilce 48 m
- Žvairilas
- Bukiškis
- Juodupis
- Katmilžis

## Aires protégées
Entre Kalnciems un Jelgava, sur le territoire des pagasts de Valgunde et Livberzes, se trouve le parc naturel de la plaine inondable de la Svēte, inclus dans le Réseau Natura 2000 et fondé en 2004, dont la superficie s'étend sur 931 ha. On y reconnait trois types de zones humides protégées. Le site est aussi réputé comme un observatoire des oiseaux aquatiques et migrateurs.